# Littérature comparée
La littérature comparée, ou littérature générale et comparée, est une approche multi-disciplinaire qui consiste en l'étude conjointe ou contrastive des littératures de différentes aires culturelles et linguistiques, mais aussi de différents médias, différents types d'arts. Elle intègre souvent différentes approches des textes et des œuvres par les sciences humaines : philosophie, sociologie, anthropologie, psychologie, psychanalyse. 
Le comparatiste peut s'intéresser aux littératures nationales, tout comme à la musique, à la peinture, au cinéma, à la bande dessinée, aux productions numériques. 
La pratique de cette discipline mobilise la maîtrise de plusieurs langues et, parfois, de plusieurs langages artistiques, ainsi que des connaissances dans d'autres domaines et disciplines de recherche. Par sa nature pluraliste, la littérature comparée encourage les échanges entre les disciplines et les lieux de recherche.

## Historique
À la fin du XVIIIe siècle se multiplient les ouvrages de comparaison (en sciences et en morale). Cette démarche préfigure l'approche des méthodes comparatives dont relève la littérature comparée qui naît dans ce contexte où se rencontrent l'érudition, le goût pour les voyages (exotisme), la rencontre entre les cultures mais aussi l'étude comparative et diachronique des mythologies. La dimension "générale" de la "littérature générale et comparée" concerne la théorie générale de la littérature, ses questions fondamentales ou ses approches par genre. La littérature générale et comparée se situe ainsi au croisement des savoirs qui mobilisent l'intérêt de la littérature et justifient sa place dans le champ culturel et celui des idées : sciences humaines, disciplines artistiques, esthétique, philosophie, droit, sciences des médias, cinéma.
Selon Daniel-Henri Pageaux dans son ouvrage La Littérature générale et comparée publié en 1994, la littérature comparée serait née en France, en 1830 dans un discours de Jean-Jacques Ampère qui évoquait dans un cours intitulé "Histoire comparative des Littératures", une "histoire comparative des arts et des lettres chez tous les peuples" et a publié une Histoire de la littérature française au Moyen Âge comparée aux littératures étrangères. Cette discipline apparaît dans un contexte du romantisme qui considérait les arts et les textes littéraires comme une expression des peuples, de leur esprit et de leur histoire. Ce contexte favorise aussi les rapprochements entre les peuples pour dégager des constantes humaines générales. Il correspond à un développement plus large de la comparaison dans les sciences (anatomie comparée, droit comparée, linguistique comparée)[source secondaire nécessaire]

## Enseignement universitaire
La littérature comparée est enseignée dans tous les départements de littérature des universités françaises et dans de nombreuses universités américaines (par exemple, l'Université de Yale, l'Université d'Indiana, ou l'université Cornell). Dans le monde francophone, cette discipline est également enseignée, entre autres, au Québec (Université de Montréal), en Suisse (université de Genève, Université de Lausanne), en Belgique (Université Libre de Bruxelles). La littérature comparée dite de l'ancienne « école française » s'est autrefois concentrée sur les relations biographiques d'auteurs appartenant à différents pays ou écrivant en différentes langues et développe une approche philologique précise des textes comparés. Depuis les années 1960, sous l'influence, notamment, des recherches américaines, et particulièrement du manuel fondateur de René Welleck et Austin Warren, La Théorie littéraire, elle prend une dimension théorique et générale et s'est ouverte aux études thématiques, idéologiques, culturelles. Plus récemment, elle est entrée en dialogue avec les études de genre, les black studies, des visual studies, etc. Son champ disciplinaire couvre la théorie de la littérature (poétique, littérature générale), les relations de la littérature avec les autres arts et médias (cinéma, jeu vidéo), à la traductologie, le dialogue des cultures, l'histoire des représentations.

### En France
La première chaire universitaire de « littérature étrangère » est créée à la Sorbonne en 1830 pour Claude Fauriel (1772-1844), auquel succède en 1839 Frédéric Ozanam (1813-1853). Ozanam explique la nécessité d'intégrer l'étude des littératures étrangères par la nécessité de comprendre les civilisations qui entourent la France, et éventuellement de s'armer contre elles en renforçant ce qu'il nomme « le génie français ». La première chaire française de « littérature comparée » proprement dite est créée en 1896 à la Faculté des Lettres de Lyon pour Joseph Texte (1865-1900), qui soutient l'idée, en miroir de celle d'Ozanam, que la littérature comparée est née en Allemagne, incarnée par les tenants du romantisme allemand, en réaction à l'hégémonie française. Développer l'enseignement universitaire de la littérature comparée, c'est selon lui œuvrer en faveur d'une littérature transnationale, donc européenne.
En 1921, Fernand Baldensperger (1871-1958) et Paul Hazard (1878-1944) fondent la Revue de littérature comparée à laquelle s’adjoignit une collection, la « Bibliothèque de la Revue de littérature comparée ». La publication de la revue a été suspendue durant l'occupation allemande, et n'a pu reprendre qu'en 1946. Reprise et longtemps dirigée par Jean-Marie Carré, professeur à la Sorbonne, et Marcel Bataillon, professeur au Collège de France, elle s'est acquis une réputation mondiale et est devenue la principale revue universitaire française où s'illustre cette discipline. Par la suite, en 1925, un intitulé de chaire comparable est créé à la Sorbonne.
L'ouvrage de Paul Hazard La Crise de la conscience européenne, paru en 1935, est une œuvre qui illustre particulièrement bien les ambitions de la discipline naissante. Dans son ouvrage, il invite le monde intellectuel français à l’examen des concepts et la nécessité du doute, des réflexions sur des questions religieuses, les comportements moraux et des idées politiques et artistiques, en comparaison avec des pays voisins tel que l’Angleterre, l’Italie, l’Allemagne, le Danemark, les Pays-Bas et la Russie.
L'enseignement de la littérature comparée à la Sorbonne sera ensuite marqué par des personnalités comme Charles Dédéyan (1910-2003) et René Etiemble (1909-2002). Personnalités assez opposées, les deux comparatistes lors de la scission de la Sorbonne en plusieurs universités après 1968 choisissent respectivement Paris IV et Paris III (la « Sorbonne nouvelle ») pour poursuivre leur carrière. En 1981, Pierre Brunel fonde à Paris IV le Centre de Recherche en Littérature comparée CRLC, premier organe de recherche autonome consacré à la discipline. D'autres centres importants se développeront ensuite dans la plupart des universités françaises dispensant un enseignement littéraire, notamment à Paris III (Centre d'études et de recherches comparatistes, CERC, fondé par Jean Bessière), Paris VII (Centre de recherches comparatistes sur les littératures anciennes et modernes, CLAM), Paris X (Centre de recherches littératures et poétiques comparées - LIPO), Clermont-Ferrand (Centre de Recherches sur les Littératures Modernes et Contemporaines, CRLMC, devenu CELIS après le départ à la retraite de son fondateur, Alain Montandon). La spécificité de la discipline universitaire est reconnue par le Conseil National des Universités (CNU), dont elle constitue la 10e section, « Littératures comparées ». En revanche, la recherche en littérature comparée n'a jusqu'ici jamais été représentée comme telle au sein du CNRS.